# Amanitore

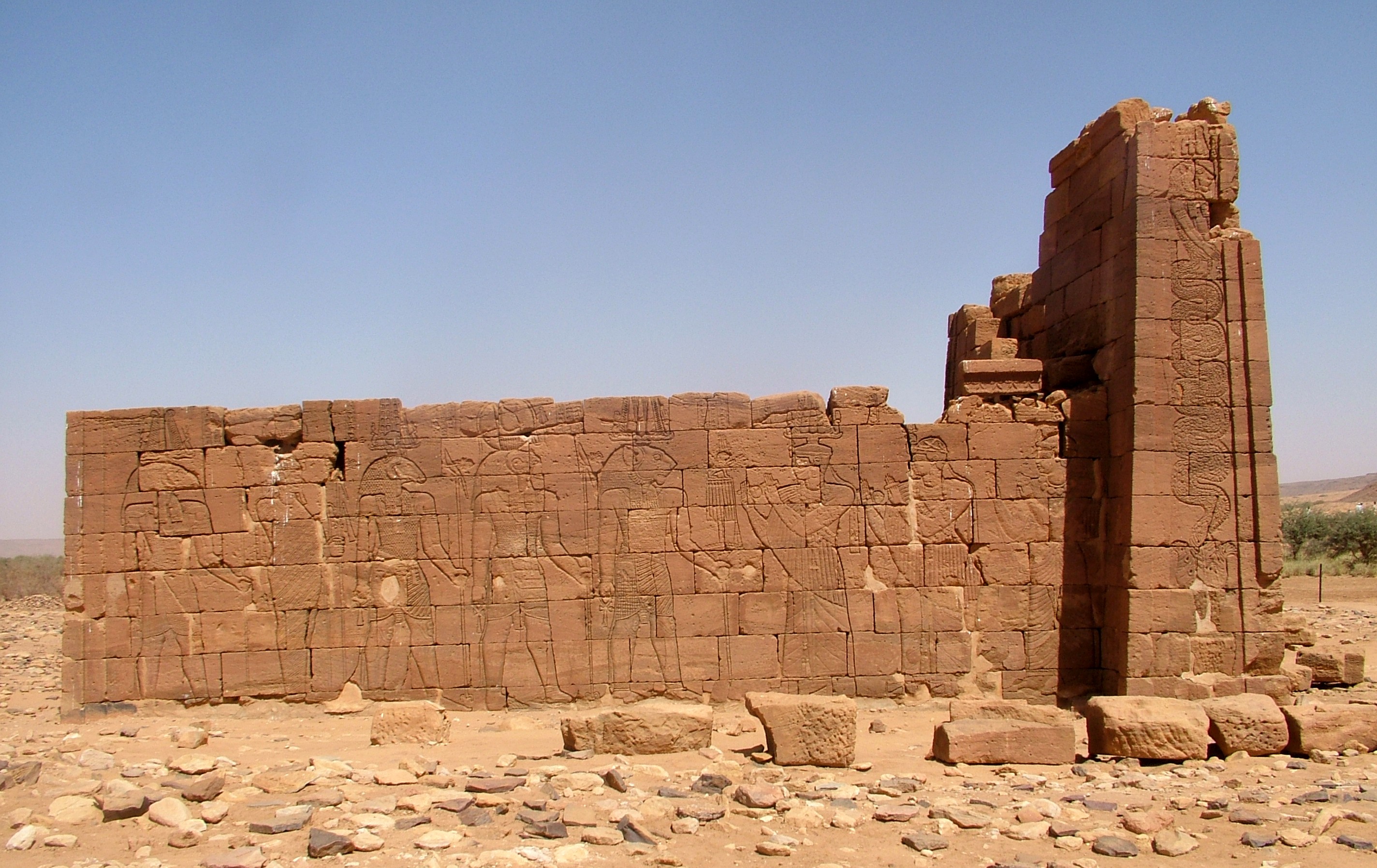
A királyi család áldozatot mutat be az isteneknek, Apedamak templomának oldalfalán Naqában

Amanitore núbiai kusita királynő a Kr. u. 1. század közepén, Natakamani király társuralkodója.

## Családi háttére és uralkodása
A források gyér száma és a meroita nyelv megfejtetlensége miatt csak nagyon kevés írásos forrás áll rendelkezésre Amanitore és Natakamani közös uralkodásáról. Annyi azonban bizonyos, hogy a királynő  az ábrázolásokon teljes királyi díszben jelenik meg az uralkodó oldalán. Titulaturájában feltűnik a meroitikus kdke, kandaké szó, amelynek eredeti jelentése valószínűleg király anyja, azonban később ez uralkodónői címmé vált.
Nem tisztázott továbbá, hogy az uralkodópár milyen viszonyban állt egymással. Nem kizárt, hogy Amanitore Natakamani anyja, de sokkal valószínűbb, hogy inkább lánytestvére és/vagy felesége volt. Közös uralkodásuk a meroitikus kultúra leggazdagabb korszakát jelentette.

## Sírja

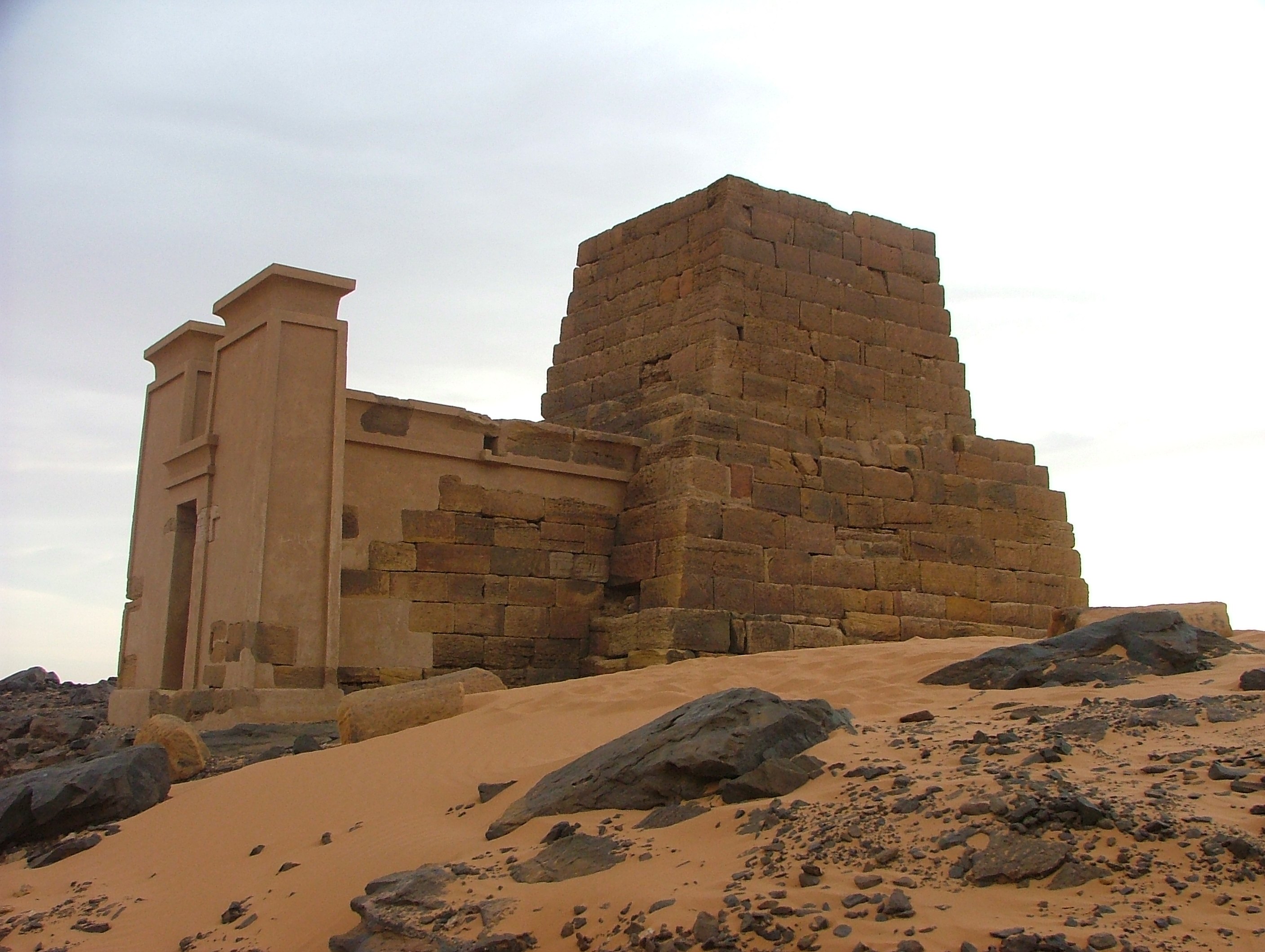
A királynő sírja Meroéban

Piramisa a meroéi északi piramistemető déli szélén áll, a csoporton belül lehető legtávolabb  uralkodótársa Natakamani sírjától. A sírépítmény nem is valódi piramis, hanem különleges egymásra helyezett két csonkakúpot formáz, amely egyedülálló az ismert kusita síremlékek között. A halotti kápolna falait reliefek díszítik, és az ábrázolások között egyiptomi hieroglif halotti szövegek is megtalálhatóak. Sem a sírépítmény furcsa elhelyezésének, sem különleges formájának egyelőre nem ismert a magyarázata.